# One Times Square
One Times Square, también conocido como 1475 Broadway, New York Times Building, New York Times Tower, o simplemente Times Tower, es un rascacielos de 120,4 metros y veinticinco plantas de altura, diseñado por Cyrus L. W. Eidlitz (HLW International), ubicado en la intersección de la Calle 42 y Broadway en Nueva York. La torre servía originalmente como sede central del periódico The New York Times —que también dio lugar al nombre de la zona, conocida como Times Square—; sin embargo, el Times permaneció en este edificio menos de diez años, hasta que se trasladó al The Times Square Building.
A pesar de que el Times abandonara el edificio, siguió siendo un atractivo visual importante de Times Square debido a las celebraciones de Año Nuevo y la cuenta atrás con el descenso de una bola gigante, junto con la introducción en 1928 de un ticker a nivel de la calle que proporciona un boletín de noticias en directo. Tras su venta a Lehman Brothers en 1995, se reorientó el uso de One Times Square a fines publicitarios para aprovechar su ubicación privilegiada en la plaza. Es por ello que gran parte del interior del edificio sigue vacío. Las plantas bajas del inmueble son ocupadas por una tienda de la cadena de farmacias Walgreens. Su exterior presenta un gran número de vallas publicitarias, algunas de ellas electrónicas. Es considerada una de las ubicaciones publicitarias más rentables del mundo debido a la gran cantidad de ingresos que genera.

## Historia

### De uso como oficinas...

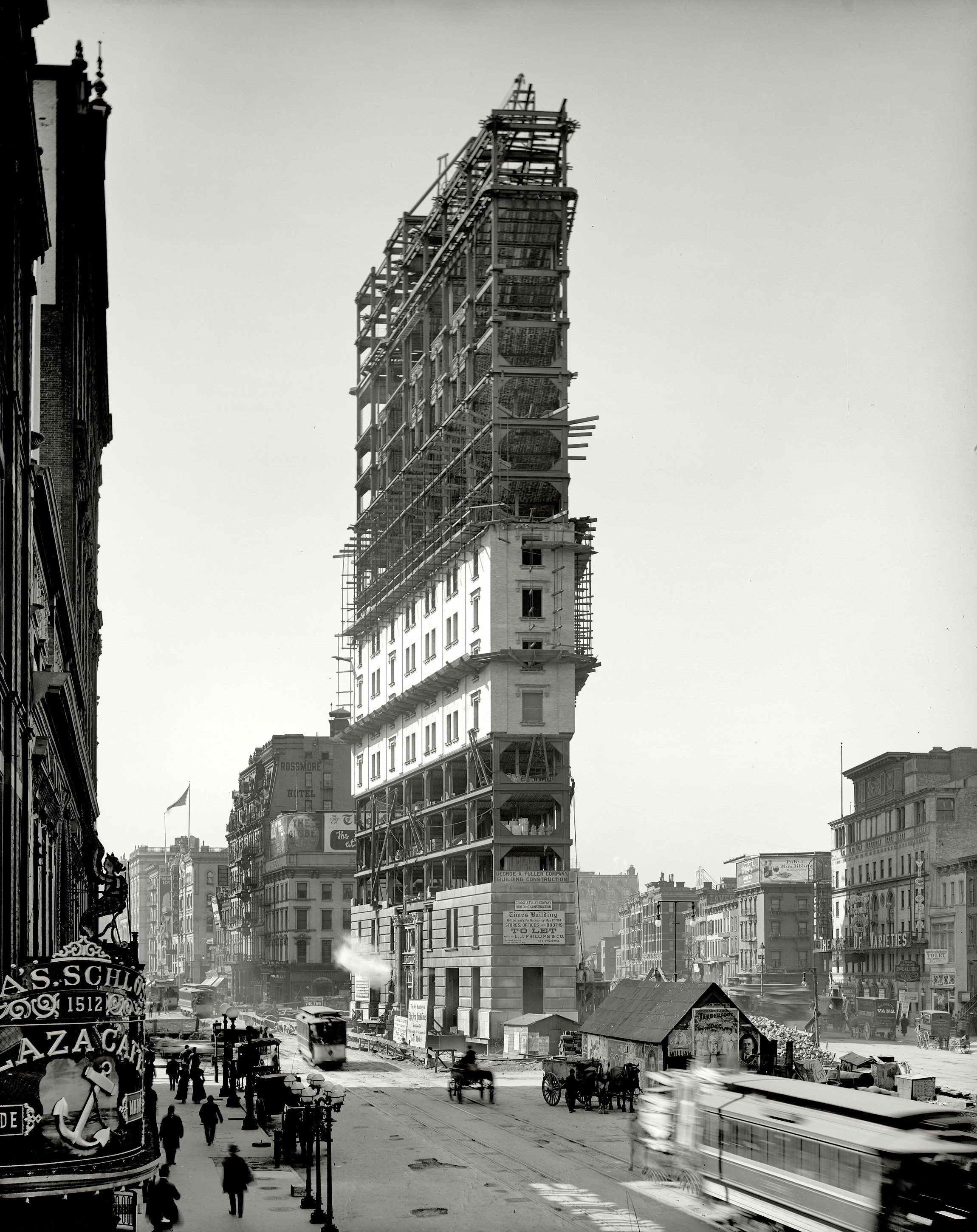
One Times Square en construcción (1903).

El edificio, cuya parcela estaba ocupada previamente por el Pabst Hotel, se completó en 1904 para funcionar como la nueva sede central de The New York Times, que se trasladó oficialmente al mismo en enero de 1905. Además, el propietario del periódico, Adolph Ochs, logró convencer al ayuntamiento para que cambiara el nombre de la zona colindante —conocida como Longacre Square— en honor al periódico, convirtiéndose desde entonces en Times Square. En aras de promocionar la nueva sede, el Times organizó un evento de Año Nuevo el 31 de diciembre de 1903, en el que se recibió el año de 1904 con un espectáculo de fuegos artificiales lanzados desde la azotea del edificio a medianoche. El mismo fue un éxito, al lograr atraer a unos 200 000 espectadores, y siguió celebrándose anualmente hasta 1907. En 1908, Ochs sustituyó el espectáculo pirotécnico por algo que él consideraba aún más espectacular: la caída de una bola iluminada desde un mástil en lo alto del edificio a medianoche, emulando el uso de bolas de tiempo para indicar cierta hora del día.
En 1913, tan solo ocho años después de haber ocupado One Times Square, el Times  trasladó de nuevo su sede central corporativa al 229 West 43rd Street, donde estuvo hasta 2007 en que se mudó finalmente al The New York Times Building, un rascacielos de 319 metros de altura —incluida la antena—, situado cerca de la Octava Avenida. Pese al traslado, One Times Square siguió siendo propiedad del Times.
El 6 de noviembre de 1928 se instaló cerca de la base del edificio un boletín electrónico de noticias (news ticker) conocido como Motograph News Bulletin —coloquialmente denominado zipper, lit. cremallera—. Constaba de 14 800 bombillas que se controlaban mediante un sistema de cintas transportadoras ubicadas dentro del edificio. Para deletrear los titulares de las noticias, un operario introducía uno a uno los caracteres individuales en marcos, como si de una tipografía móvil se tratara. Conforme los marcos se movían por la cinta, las propias letras activaban contactos eléctricos que encendían las bombillas del exterior —las bombillas de la cremallera fueron sustituidas por leds—. El primer titular que apareció en la cremallera fue el anuncio de la victoria electoral del presidente Herbert Hoover. En sus inicios se usaba habitualmente para mostrar las noticias de la época, y posteriormente se incorporaron otras temáticas como los deportes o la previsión del tiempo. En la tarde del 14 de agosto de 1945 se anunció la rendición de Japón en la Segunda Guerra Mundial a una cuantiosa multitud agolpada en Times Square.
En 1961, el Times vendió el edificio al publicista Douglas Leigh, que posteriormente en 1963 pasó a manos de la compañía Allied Chemical. Esta modificó sustancialmente la fachada del edificio tras una remodelación de 10 millones de dólares, en la que sustituyó los intrincados detalles en granito y terracota por revestimientos de mármol. En 1974, el inmueble fue adquirido por el inversor Alex Parker por 6,25 millones de dólares, y posteriormente por fondo de inversión suizo Kemekod. Este vendió la torre en 1982 al fondo de inversión liderado por Lawrence I. Linksman, que prometió llevar a cabo nuevas reformas en el edificio, tales como la posibilidad de emplear la cara norte para albergar más vallas publicitarias. Desde que el Times se deshiciera de su antigua sede, la cremallera funcionó de forma intermitente, gestionada por otros canales de noticias, y estuvo apagada completamente de 1961 a 1965, y nuevamente de 1977 a 1986. En 1986, resucitó gracias a Newsday, que la mantuvo operativa hasta el 31 de diciembre de 1994. Ese año el periódico no renovó el alquiler de la cremallera, aduciendo que no era muy rentable económicamente. La editorial Pearson PLC operó el rotativo desde entonces hasta que Dow Jones & Company pasó a encargarse de ella en 1995.

### ...a uso publicitario
En 1992, los propietarios de One Times Square se declararon en concurso de acreedores. En marzo de 1995, la empresa de servicios de inversión Lehman Brothers adquirió One Times Square por 27,5 millones de dólares. Los nuevos propietarios consideraron que no sería rentable alquilar la torre debido su reducida superficie útil, unido a los altos costes de la reforma necesaria para adecuarla a los nuevos arrendatarios. En su lugar, decidieron promocionar la torre como ubicación publicitaria para capitalizar su excelente situación en Times Square. Se modificó todo el exterior del inmueble por encima de la cremallera para añadir una rejilla sobre la cual montar vallas publicitarias.
Durante 1996 se instalaron las primeras vallas electrónicas en One Times Square, como una valla de la marca de fideos instantáneos Cup Noodles que humeaba vapor y se añadió en parte frontal superior de la torre, o un cartel animado de Budweiser, agregado posteriormente. En octubre se instaló en la parte superior del edificio una pantalla de 16,75 metros de altura patrocinada por ITT Corporation, que iba a reproducir anuncios publicitarios y mensajes de interés general. En diciembre de 1996 se instaló un monitor Panasonic gestionado por la NBC, conocido como Astrovision, en sustitución del Jumbotron de Sony. Lehman Brothers vendió el One Times Square en 1997 al Jamestown Group por 117 millones de dólares. Los documentos relativos a la venta revelan que las vallas publicitarias de la torre habían generado beneficios netos de 7 millones de dólares al año.
A pesar de que su uso principal es publicitario, One Times Square siguió alojando arrendatarios en las plantas bajas. A finales de la década de 1990, una tienda de Warner Bros. ocupó las tres primeras plantas. Durante la primavera de 2006, existió una tienda pop-up de J. C. Penney denominada The J C. Penney Experience. En noviembre de 2008, la cadena de farmacias estadounidense Walgreens inauguró su nueva tienda insignia en dicho espacio con un coste de 4 millones de dólares al año en concepto de alquiler. Walgreens también añadió una pantalla digital al edificio como parte de su inauguración. Diseñada por el Gilmore Group y fabricada por D3 LED, este letrero de 1580 m² de superficie recorre diagonalmente ambos lados del edificio y contiene doce millones de leds. Se trata del letrero de estas características más grande de Times Square, superando el del NASDAQ.

## Anunciantes

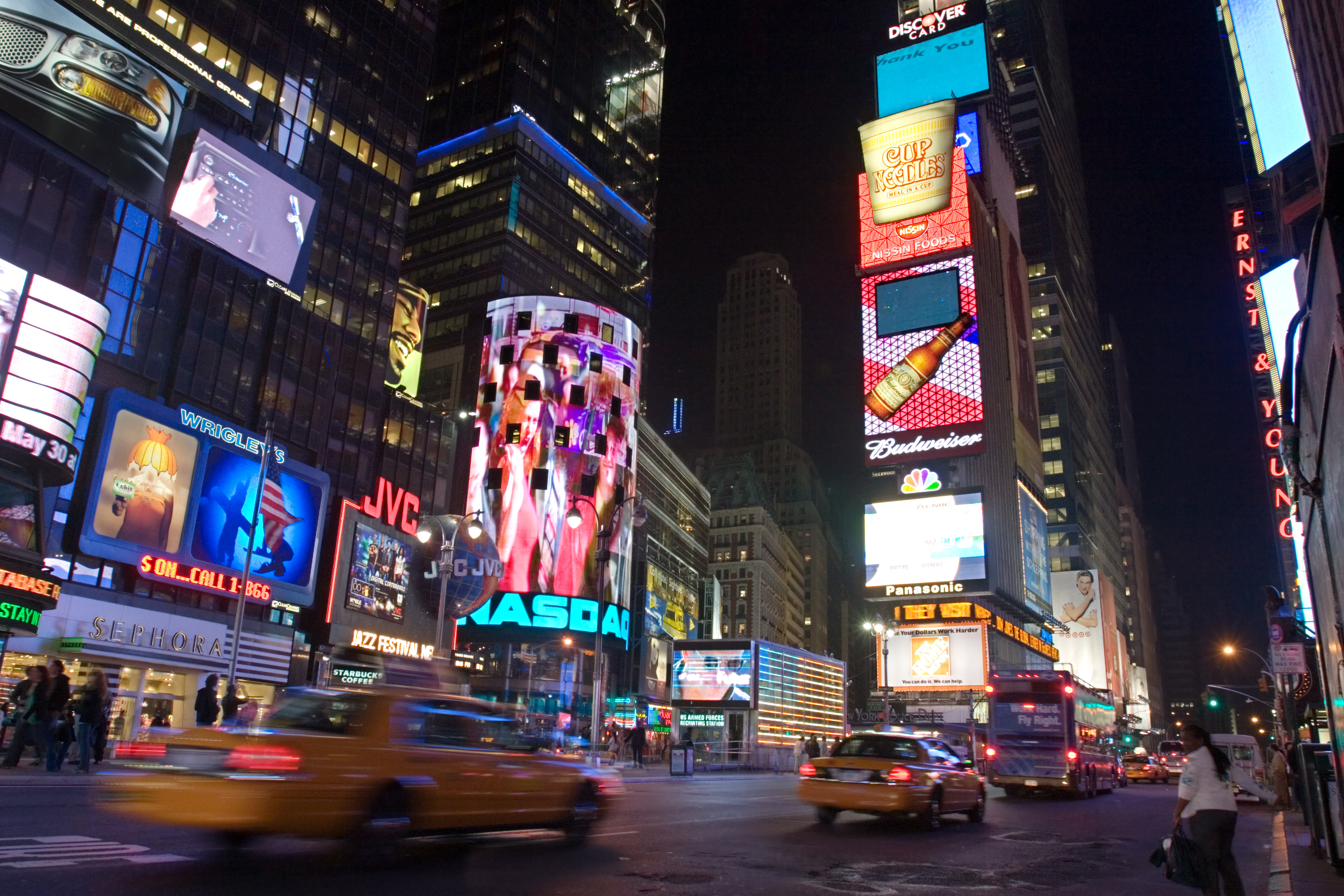
One Times Square en 2005, con el antiguo anuncio de Cup Noodles y el Astrovision de la NBC.

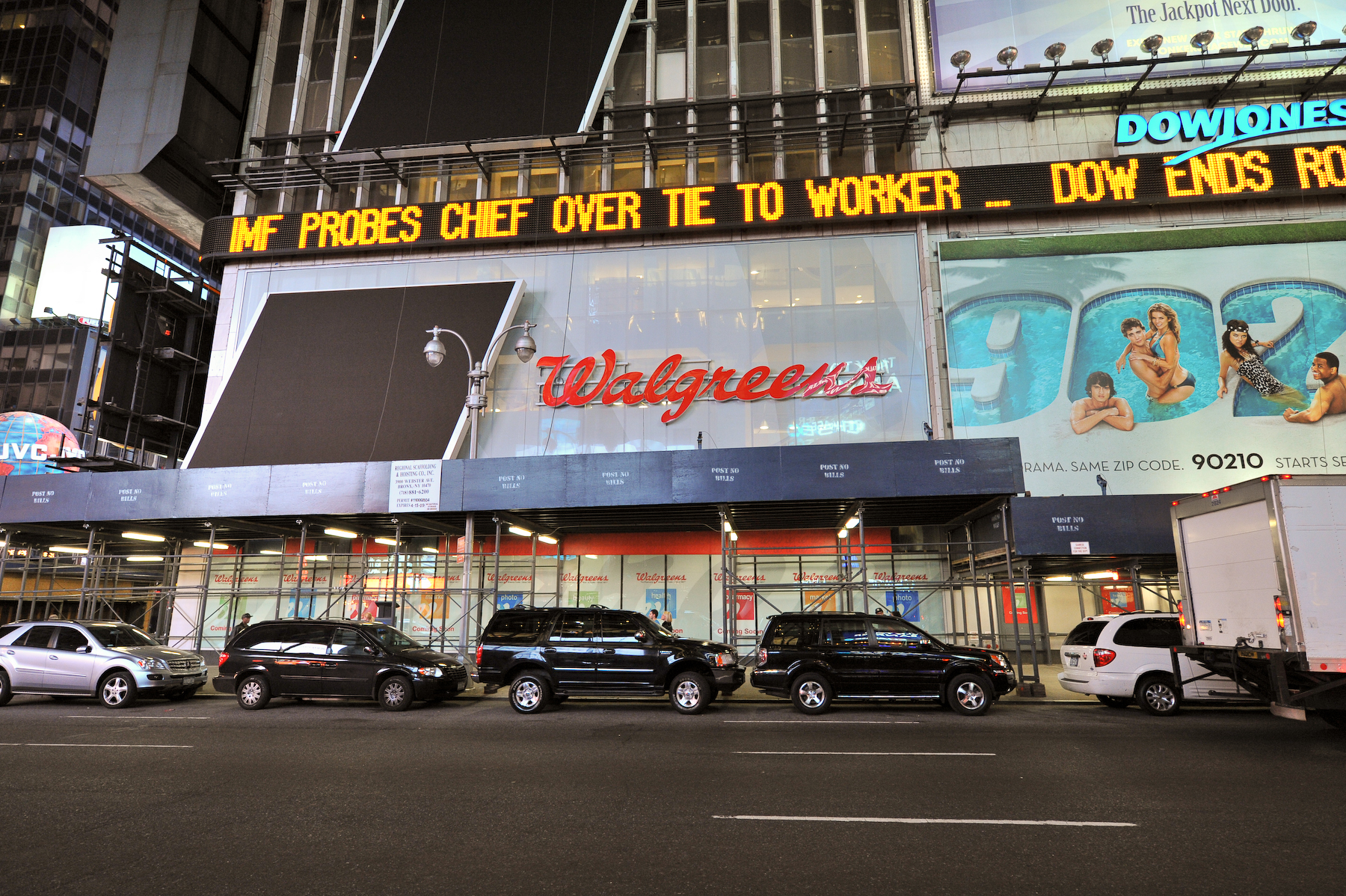
En 2008, Walgreens abrió una nueva tienda insignia en One Times Square.

De 1990 a 1996, Sony tuvo instalado un Jumbotron en la parte baja de la torre. Además de emitir anuncios y noticias de actualidad, este era usado frecuentemente por los productores del late night show Late Show with David Letterman, para retransmitir  el programa en directo. En junio de 1996, Sony decidió no renovar su alquiler para reducir costes y el Jumbotron fue retirado. El productor del programa, Rob Burnett se lamentó al respecto diciendo que era «un día muy, muy triste para Nueva York».
Desde 1996 hasta 2006, Nissin Foods tuvo una valla publicitaria de Cup Noodles con efectos de vapor —efecto usado anteriormente por otros anuncios en Times Square, como el cartel de cigarrillos Camel—. Fue sustituido en 2006 por un cartel publicitario de General Motors que consistía en un reloj patrocinando la marca Chevrolet; sin embargo, debido a la política de reducción del gasto aplicada tras la reestructuración de la compañía de automóviles, se sustituyó en 2009 por el anuncio de Dunkin' Donuts.
El 19 de agosto de 1998, Discover Card ocupó el lugar de ITT Corporation, pasando a gestionar y patrocinar la pantalla ubicada en lo alto de One Times Square dentro de un acuerdo de diez años. Este vino acompañado del anuncio de que Discover Card sería el patrocinador oficial, en el marco de las celebraciones del cambio de milenio.
En 2006, News Corporation, reemplazó a la NBC como operador y patrocinador de la pantalla Astrovision. En 2010, Sony regresó a One Times Square al sustituir la pantalla Panasonic de News Corp. con un monitor led de alta definición.

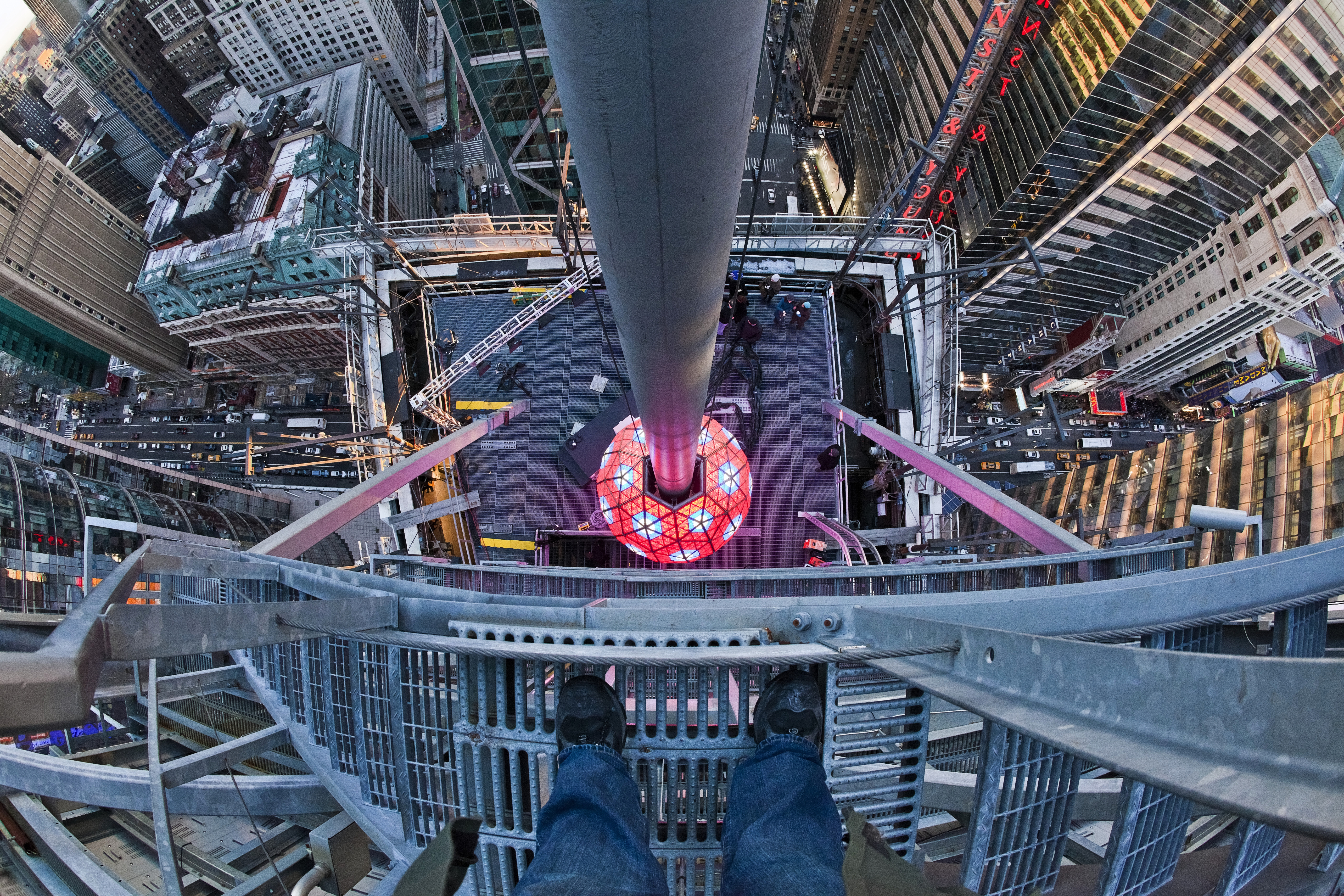
La azotea reformada del One Times Square con la bola de Año Nuevo.

En diciembre de 2007, Toshiba se quedó a cargo del patrocinio de la pantalla superior por diez años, sustituyendo a Discover Card. A lo largo de 2008, se hicieron reformas en la parte superior de One Times Square; como la instalación del ToshibaVision, un monitor led Toshiba de alta definición, y el rediseño de la azotea para acomodar una nueva bola de Año Nuevo más grande, de tres metros de diámetro y 5000 kilos de peso, que se convirtió en un elemento permanente del edificio en 2009. La bola antigua se encuentra en el sótano de la torre, que alberga numerosos objetos relacionados con las celebraciones de Año Nuevo en Times Square, así como piezas de repuesto, rótulos y carteles.

Aproximadamente en todo Times Square hay unos 230 anuncios diferentes. El alquiler anual de uno de estas vallas publicitarias en el One Times Square va desde 1,1 a 4 millones de dólares, en función de variables como su tamaño, ubicación y formato (tradicional o digital). Las razones de su alto coste se justifican en el alto número de impresiones que reciben los anuncios publicitados. Según Times Square Alliance, más de 100 millones de peatones transitan la zona al año, en parte debido a su atractivo turístico. Además, dichos anuncios aparecen en numerosas series de televisión de forma incidental y se calcula que la retransmisión de Año Nuevo es vista por más de mil millones de personas en todo el mundo. Por estos motivos, la facturación anual obtenida por publicidad creció hasta los 23 millones de dólares en 2012, compitiendo con el Piccadilly Circus de Londres por ser el espacio publicitario más costoso del mundo.
A fecha de febrero de 2016, los anuncios que se mostraban en la parte estrecha frontal One Times Square son una pantalla de Anheuser-Busch, otra de Dunkin' Donuts que muestra las fotos que suben usuarios en Facebook y Twitter, un monitor TDK y el ToshibaVision en la parte superior de la torre. En junio de 2018, Toshiba se retira de las pantallas superiores, siendo la marca de agua mineralizada, Bubly, quien reemplazó a Toshiba, hasta diciembre de 2018, que se anunció que Capital One sería el patrocinador de la Bola de Times Square para recibir el año 2019, reemplazando a Bubly, hasta finales de enero de 2019. A partir de febrero de 2019 todas las pantallas frontales del edificio, se han remodelado. En julio de 2019, se inaugura "The One" la primera pantalla de 300 pies de altura que cubre la fachada frontal de este, mostrando anunciantes como T-Mobile, Spotify, Amazon Prime, entre otras, a finales de 2019 la empresa china de videos cortos Tik Tok se anunció, hasta marzo del 2020, con la excepción del 31 de diciembre de 2019, en la que, la empresa automotriz alemana Volkswagen fue el patrocinador de la cuenta regresiva para recibir el 2020. Actualmente Las pantallas superiores actualmente no muestran un anunciante en particular, como era con Toshiba, en el caso del año nuevo, desde diciembre de 2020, la marca patrocinadora solo se encuentra en diciembre y enero, siendo la primera vez, con el evento de año nuevo 2021 que se realizó de forma virtual debido al COVID-19. El patrocinador oficial del evento "Times Square 2021" fue la empresa automotriz surcoreana KIA Motors, en la que se mostró en la cuenta regresiva para el año nuevo en el One Times Square. Del mismo modo, KIA volvió a ser el patrocinador oficial de la cuenta regresiva de año nuevo 2022, 2023, 2024 y 2025 en el One Times Square.